# Club Deportivo Independiente Juniors
O Club Deportivo Independiente Juniors, também conhecido simplesmente como Independiente Juniors, é clube de futebol equatoriano fundado em 13 de julho de 2017 como Club Deportivo Alianza Cotopaxi.
Sua sede fica em Sangolquí (também chamada San Juan Bautista de Sangolquí), cidade e capital do cantão de Rumiñahui, na província de Pichincha.
O Independiente Juniors é um clube filial do Independiente del Valle e um dos pilares fundamentais do modelo de formação e projeção de talentos do IDV. Nasceu com o propósito de oferecer uma plataforma competitiva real para que os jovens jogadores deem o salto das categorias de base para o futebol profissional.

## História

### Segunda Categoria provincial e nacional
A temporada de estreia na Segunda Categoria da província de Cotopaxi foi muito promissora: o time terminou como vice-campeão provincial, somando 32 pontos em 13 jogos, com 10 vitórias, 2 empates e apenas 1 derrota. Foram impressionantes 67 gols marcados e apenas 7 sofridos, sendo a defesa menos vazada do torneio. A vice-liderança garantiu a classificação para a fase zonal do campeonato, onde caiu no Grupo 4 ao lado de Juventus (Esmeraldas), Grecia (Chone), Alianza (Guano), Deportivo Quevedo e Talleres (Santo Domingo). Nessa etapa, terminou em 5º lugar do grupo, com 12 pontos em 10 partidas (4 vitórias, 1 empate e 5 derrotas), além de perder 1 ponto por sanção por não apresentar os comprovantes de pagamento salarial. Fez 19 gols e sofreu 15, encerrando assim sua primeira experiência no futebol profissional e o sonho inicial de chegar à Série B.

### Acesso à segunda divisão equatoriana
A temporada na liga provincial de 2018 foi uma das melhores em rendimento da história do clube. O time firmou um acordo com o Independiente del Valle, que utilizou o Alianza Cotopaxi como plataforma para sua base disputar o acesso. A espinha dorsal do elenco era formada por jogadores que haviam sido vice-campeões da Copa Libertadores Sub-20 de 2018.
Com um desempenho dominante no campeonato provincial, conquistou o título e o primeiro troféu profissional da história do clube. Classificado para os zonais, caiu no Grupo 4, junto de Cumbayá FC (de Quito), Anaconda FC (de Orellana) e Leones del Norte (de Atuntaqui). Terminou em primeiro do grupo, com 11 pontos em 6 jogos (3 vitórias, 2 empates e 1 derrota), avançando para os quadrangulares semifinais. Na quadrangular semifinal, caiu no Grupo B, onde enfrentou Guayaquil Sport, Deportivo Guano e Cantera del Jubones. Novamente foi o melhor, com 13 pontos em 6 partidas (4 vitórias, 1 empate e 1 derrota), com 16 gols a favor e 7 contra, garantindo vaga no quadrangular final pelo acesso à Série B.
Na fase decisiva, enfrentou Atlético Portoviejo, Deportivo Quevedo e Duros del Balón (Santa Elena). Manteve o ritmo forte e somou 10 pontos em 5 partidas (3 vitórias, 1 empate e 1 derrota), com 11 gols marcados e 4 sofridos, garantindo o acesso à Série B com uma rodada de antecedência. O objetivo traçado no início do ano foi alcançado: Cotopaxi voltava a ter um representante no futebol profissional.

### Mudança de nome e sede
Com o acesso à Série B em 2019, o clube oficializou a mudança de nome para Club Deportivo Independiente Juniors, refletindo a parceria com o Independiente del Valle, já que a base do elenco campeão vinha das categorias de base do clube de Sangolquí. A equipe manteve sua sede em Latacunga, na província de Cotopaxi, durante essa temporada.
Já em 2020, devido a problemas com a Associação de Futebol de Cotopaxi, o clube transferiu sua sede para a cidade de Sangolquí, na província de Pichincha, passando a integrar a Associação de Futebol Não-Amador de Pichincha (AFNA), consolidando ainda mais sua identidade como filial oficial do Independiente del Valle.

## Temporadas no Campeonato Equatoriano de Futebol
| Competição        | Nível            | Status           | Anos        |
| Série A           | Primeira divisão | Profissional     | nenhuma     |
| Série B           | Segunda divisão  | Profissional     | 2019 ― hoje |
| Segunda Categoria | Terceira divisão | Semiprofissional | 2017 ― 2018 |

## Títulos

### Nacionais
| Competição        | Nível            | Status           | Títulos  | Vices    |
| Série B           | Segunda divisão  | Semiprofissional | nenhum   | 1 (2022) |
| Segunda Categoria | Terceira divisão | Semiprofissional | 1 (2018) | nenhum   |

### Provinciais
| Competição                    | Títulos  | Vices    |
| Segunda Categoria de Cotopaxi | 1 (2018) | 1 (2017) |